# Tapeinochilos versteegii
Tapeinochilos versteegii là một loài thực vật có hoa trong họ Costaceae. Loài này được Valeton miêu tả khoa học đầu tiên năm 1913.